# Мулас, Уго
Уго Мулас — итальянский фотограф, работавший в жанрах портретной и уличной съёмки, один из главных фотографов послевоенной Италии, а также поп-арт сцены Нью-Йорка середины 1960-х.

## Биография
Уго Мулас родился 28 августа 1928 года в Поццоленго, провинция Брешиа. Мулас начал учиться на юриста в 1948 году, однако, ещё не получив диплом, увлёкся фотографией и поступил в Академию изящных искусств Брера. Он стал снимать репортажи о миланских окраинах, вскоре, попав в круг завсегдатаев культового бара Jamaica, стал частью модного сообщества и начал фотографировать для таких изданий, как Settimo Giorno, Rivista Pirelli, Domus, Vogue. Уже в 1954-м его пригласили работать на Венецианской биеннале. В дальнейшем он стал одним из главных фотографов мероприятия и освещал его ежегодно вплоть до 1972-го.
В 1964 году на Венецианской биеннале Мулас встретился с арт-дилером Лео Кастелли, который познакомил его с набиравшей обороты поп-арт сценой США. В том же году Мулас приехал в Нью-Йорк, где познакомился и подружился со многими ведущими творцами разных областей искусства 1960-х. Он фотографировал их всех — от Марселя Дюшана до Энди Уорхола. В Америке Мулас также много занимался коммерческими проектами — он вёл съёмки для рекламы и модных журналов, работал с графическим дизайном и писал книги по искусству. В 1961-м Мулас опубликовал книгу L’opera da tre soldi («Трёхгрошовая опера»), а в 1962-м — Schweyck nella seconda guerra mondiale («Швейк во Второй мировой войне»). Символическим итогом трёх лет работы Муласа в Нью-Йорке стала выпущенная в 1967 году издательством Holt, Rinehart & Winston его фотокнига New York: The New Art Scene, автором текста которой стал его друг, критик Алан Соломон.
В конце 1960-х Мулас увлекся театром и работал над многими постановками миланского театра Piccola Scala и Театро Комунале в Болонье. Поздний период его творчества был полон экспериментов, в съёмках того времени он «играл» с композицией, сюжетом, кадрированием, разыскивая новый художественный язык. О Муласе его современники отзывались как о человеке, который через фотографию пытался постичь глубину людских душ.
В 1970 году Мулас начал работу над своей серией ‘La Verifiche’, которая оказалась для него последней — в том же году Муласу диагностировали рак. В 1973-м году вышла последняя книга Муласа — La Photographie, в которой он записал свои размышления о тесной связи фотографии, искусства и времени. Уго Мулас умер в Милане 2 марта 1973 года, ему было 45 лет.